# Stemma della Bosnia ed Erzegovina
Lo stemma della Bosnia ed Erzegovina è stato adottato nel 1998, in sostituzione di quello adottato in precedenza nel 1991, quando fu ottenuta l'indipendenza.
Lo stemma ricalca lo stesso stile della bandiera: è uno scudo troncato, con la parte superiore color oro che forma un triangolo isoscele con le tre punte che rappresentano sia le tre etnie che compongono la nazione, Bosniaci, Croati e Serbi, sia la forma del paese. 
La parte inferiore dello scudo è formata da stelle color argento su sfondo blu scuro, come omaggio all'Europa. 
Lo scudo in uso dal 1991 al 1998 raffigurava sei gigli su un campo blu diviso da una banda bianca, utilizzato dalla Bosnia nel XIV secolo. Lo stemma venne cambiato perché non era accettato dalla etnia serba e da quella croata.

## Stemmi precedenti

Stemma di Tvrtko I, primo Re del Regno di Bosnia (1377-1391)
Stemma della Bosnia sotto amministrazione austriaca (1878-1918)
Stemma della Repubblica Socialista di Bosnia ed Erzegovina (1946-1992)
Lo stemma della Repubblica di Bosnia ed Erzegovina (1991-1998)